# Хакея притупленная
Хакея притупленная (лат. Hakea obtusa) — кустарник, вид рода Хакея (Hakea) семейства Протейные (Proteaceae), произрастающий вдоль южного побережья в округе Голдфилдс-Эсперанс в Западной Австралии. С мая по сентябрь цветёт белыми и розовыми душистыми цветами.

## Ботаническое описание
Hakea obtusa — открытый округлый жёсткий кустарник высотой от 1,5 до 3 м. Цветёт обильно с мая по сентябрь и даёт сладкие душистые белые и розовые цветы с длинными кремовыми белыми столбиками, которые появляются в узлах прямо на стебеле. Листья имеют продолговато-эллиптическую длину 3–10 см и ширину 1–2 см с 3 характерными продольными жилками, оканчивающимися тупой вершиной. Плоды имеют грубую яйцевидную форму, оканчивающуюся коротким острым клювом.

## Таксономия
Вид Hakea obtusa был описан немецким ботаником Карлом Мейсснером в 1856 году. Видовой эпитет — от латинского слова obtusus, означающего «тупой», имея в виду форму листа.

## Распространение и местообитание
Ареал H. obtusa ограничивается Равенсторпом и Национальный парк Фицджералд-Ривер. Растёт в кустарниковых и низменных лесах на суглинистой глине, гравии и железняках. Морозостойкий вид, требующий хорошего дренажа и солнечных мест.

## Охранный статус
Вид Hakea obtusa классифицируется как «не угрожаемый» Департаментом парков и дикой природы правительства Западной Австралии.